# Matthew Reilly
Pour les articles homonymes, voir Reilly (homonymie).
Œuvres principales
- Série The Shane Schofield

Matthew Reilly, né le 2 juillet 1974 à Sydney, est un écrivain et réalisateur australien.

## Œuvres

### SérieThe Shane Schofield
- 1998 Ice Station
- 2001 Area 7
- 2003 Scarecrow
- 2005 Hell Island
- 2011 Scarecrow and the Army of Thieves

### SérieThe Jack West Jr
- 2005 Seven Ancient Wonders (paru aux États-Unis sous le titre Seven Deadly Wonders)
- 2007 The Six Sacred Stones
- 2009 The Five Greatest Warriors
- 2016 The Four Legendary Kingdoms
- 2018 The Three Secret Cities
- 2020 The Two Lost Mountains
- 2021 The One Impossible Labyrinth

### SérieHover Car Racer
- 2004 Hover Car Racer (illustré par Roy Govier)
- 2005 Crash Course (seulement aux États-Unis ; premiers tiers de Hover Car Racer, illustré par Pablo Raimondi)
- 2006 Full Throttle (seulement aux États-Unis ; deuxième tiers de Hover Car Racer, illustré par Pablo Raimondi)
- 2007 Photo Finish (seulement aux États-Unis ; troisième tiers de Hover Car Racer, illustré par Pablo Raimondi)

### Romans
- 1996 Contest (auto-publiée en 1996; publiée par Pan Macmillan en 2000)
- 1999 Temple (fait partie de la série The Shane Schofield)
- The Tournament (2013)
- Troll Mountain (2014)
- The Great Zoo of China (November 2014)
- The Secret Runners of New York (March 2019)
- Cobalt Blue (August 2022)

### Nouvelles
- Rewind / The Fate of Flight 700 (1999), a screenplay for a short film
- The Mine (2000)
- A Bad Day at Fort Bragg (2001)
- Altitude Rush (2001)
- The Rock Princess and the Thriller Writer (2002)
- Time Tours (2005)
- Complex 13 (2007)
- The Dead Prince (2007)
- Roger Ascham and The King’s Lost Girl (2013)
- Jack West Jr and the Hero’s Helmet (2016)
- Roger Ascham and the Dead Queen’s Command (2020)
- Jack West Jr and the Chinese Splashdown (2020)

## Filmographie
Sauf indication contraire, les informations mentionnées dans cette section peuvent être confirmées par la base de données cinématographiques IMDb,  présente dans la section « Liens externes ».
- 2022 : Interceptor (réalisateur, scénariste)